# Formatge de l'Alt Urgell i la Cerdanya

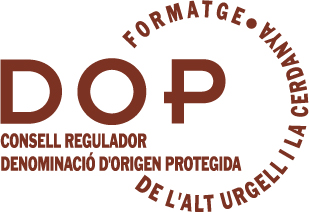
Logotip DOP Formatge de l'Alt Urgell i la Cerdanya

El Formatge de l'Alt Urgell i la Cerdanya és un formatge català de llet de vaca frisona, elaborat a la Seu d'Urgell (Alt Urgell, Catalunya). Concretament l'elabora la Cooperativa Lletera del Cadí sota el nom d'Urgèlia.
És l'únic formatge de Catalunya amb denominació d'origen protegida.

## Origen i identificació
L'elaboració de formatges ha estat una activitat tradicional catalana durant molts segles, especialment arrelada a les valls pirinenques. En el cas de l'Alt Urgell, va ser l'evolució de l'agricultura i la ramaderia durant la primera meitat del segle xx que va propiciar la formació d'una important indústria làctia, en el marc de la qual es van desenvolupar tant aquest producte com la Mantega de l'Alt Urgell i la Cerdanya. Es tracta, doncs, d'un formatge elaborat seguint procediments industrials i tècniques modernes de producció formatgera.
El Formatge de l'Alt Urgell i la Cerdanya gaudeix d'una Denominació d'Origen Protegida (DOP), per la qual cosa l'elaboració es troba sotmesa al reglament de la denominació. Aquest reglament preveu la identificació del producte amb les informacions que exigeix la legislació vigent, és a dir, el nom del producte "Formatge de l'Alt Urgell i la Cerdanya. Denominació d'Origen Protegida" i el logotip de la denominació, a més del logotip europeu de les DOP.

## Àrea d'elaboració
Malgrat que la legislació de la DOP preveu com àrea d'elaboració tant la comarca de l'Alt Urgell com la de la Baixa Cerdanya, el cert és que la totalitat de la producció es concentra en la Seu d'Urgell i que aquesta és realitzada per una sola empresa, la Cooperativa Lletera del Cadí. La llet, però, procedeix de totes dues comarques.

## Característiques bàsiques
Es tracta d'un formatge tendre (per tant, la curació té lloc durant un màxim d'un mes) i de pasta tova, elaborat amb llet sencera pasteuritzada. La part interior presenta petits foradets i una coloració blanquinosa tipus marfil, mentre que l'exterior presenta una coloració vermellosa ataronjada. La forma se cilíndrica i plana, el diàmetre és ampli i l'alçada escassa. El pes no és superior a 2 quilograms. Es comercialitza en peces senceres, que després poden ser tallades en els establiments de venda al detall. Els seus únics ingredients són la llet de vaca, quall animal, ferments làctics i clorur de sodi.
Pel que fa al sabor, destaca per la lleugeresa i un regust salí, que deixa uns aromes secundaris intensos i persistents.